# Wanda Rolbieska
Wanda Jadwiga Rolbieska (ur. 15 października 1876 w Broniszewicach, zm. 13 czerwca 1952 w Bydgoszczy) – polska nauczycielka, organizatorka i dyrektorka pierwszego żeńskiego gimnazjum miejskiego w Bydgoszczy.

## Życiorys
Była córką Piotra Aleksandra Rolbieckiego (nazwisko uległo zniekształceniu w dokumentach władz niemieckich) i Michaliny z Lipkowskich, siostrą fabrykanta Stanisława. Uczęszczała do liceum żeńskiego i Miejskiego Seminarium Nauczycielskiego w Bydgoszczy, uzyskując dyplom ze specjalizacją filologii angielskiej. Studiowała w Berlinie, jako wolna słuchaczka brała udział w wykładach z filozofii i psychologii. Po powrocie do Bydgoszczy, przed I wojną światową uczyła w szkołach dla dziewcząt. Ze względu na jej patriotyczne zaangażowanie została skierowana do szkolnictwa powszechnego, mimo iż uzyskała uprawnienia do pracy pedagogicznej na poziomie licealnym. Uczestniczyła w tym okresie w tajnym nauczaniu języka, literatury i historii polskiej. Założyła edukacyjne stowarzyszenie "Stella".
Po przejęciu Bydgoszczy przez władze polskie (styczeń 1920) Rolbieskiej powierzono zadanie organizacji średniej szkoły żeńskiej; szkoła została uruchomiona już w marcu 1920, zyskując rozporządzeniem Ministra Oświaty z lutego 1923 prawa gimnazjum państwowego. Od roku szkolnego 1923/1924 szkoła nosiła nazwę Żeńskie Katolickie Gimnazjum Humanistyczne miasta Bydgoszczy. Rolbieska, pełniąc funkcję dyrektora placówki, dbała o wysoki poziom nauczania (szczególnie w dziedzinie języków obcych), wspierała również działalność przy szkole drużyny harcerskiej, Polskiego Czerwonego Krzyża, kółek zainteresowań. Była inicjatorką budowy domu wakacyjnego dla uczennic w Beskidach Wschodnich (1931–1932) i powołała w tym celu Towarzystwo Kolonii Wakacyjnych. Dzięki jej poparciu uczennice wydawały dwumiesięcznik "Dziewczęta w Mundurkach".
Pracę straciła wraz z wybuchem II wojny światowej. Okupację przeżyła w ciężkich warunkach materialnych, na początku wojny zginął zamordowany jej brat z najbliższą rodziną. Po wojnie mimo podeszłego wieku zgłosiła się do pracy pedagogicznej, ale nie przyjęto jej oferty. Była odznaczona m.in. Złotym Krzyżem Zasługi.
Nie założyła rodziny, wychowała siostrzenicę, późniejszą prawniczkę. 